# Церковь Сергия Радонежского Чудотворца
Церковь святого преподобного Сергия Радонежского Чудотворца — утраченная церковь в Санкт-Петербурге. Храм находился в районе дома № 20 по ул. Ивана Черных, на месте сквера на изгибе улицы.

## История
Построен для рабочих завода герцога Лейхтенбергского на Новосивковской ул. (ныне улица Ивана Черных) по проекту архитекторов Г. Д. Гримма, Г. Г. фон Голи. Церковь строилась при непосредственном участии Священномученика протоиерея Ф. Н. Орнатского — духовного сына о. Иоанна Кронштадтского, и протоиерея А. П. Васильева — последнего духовника царской семьи. Оба священника расстреляны в 1918 г.
В 1931 году храм был разобран. В 1956 году Сергиевский переулок, сохранявший память об утраченной святыне, переименован в улицу Метростроевцев.
8 октября 2015 в день памяти прп. Сергия Радонежского на месте храма установлен поклонный крест.